# 가생이닷컴
가생이닷컴은 해외 매체 및 네티즌들의 한국 관련 언급 등을 주로 번역해서 올리는 대한민국의 사이트이다. 특히 스포츠 경기 등 실시간 반응을 보기 위해 사이트에 네티즌들이 몰리기도 하는데 이럴 땐 서버가 다운되는 일도 잦은 것으로 알려져 있다.

## 특징과 비판
2012년 11월 <신동아>는 가생이닷컴이 미디어의 범주에 속하는 만큼, 그 번역도 선정적으로 흐르게 되며, 가생이닷컴에서 선택하는 댓글 번역물은 대개 '아주 친한적이거나 아니면 아주 반한적인 것', 가장 인기를 끄는 것은 '일본 네티즌들의 멘탈 붕괴를 확인하는 내용'이라고 비판하기도 했다.

## 근황
현재는 진보 반일 성향과 보수 친일 성향의 네티즌들이 분열을 일으켜 반일 네티즌들이 떠나면서 규모가 줄었다.

## 같이 보기
- 번역 사이트
- 인조이재팬
- 개소문닷컴